# Plegaderus dissectus
Plegaderus (Plegaderus) dissectus – gatunek chrząszcza z rodziny gnilikowatych i podrodziny Abraeinae.

## Taksonomia
Gatunek opisany został w 1839 roku przez Wilhelma Ferdinanda Erichsona.

## Opis
Ciało długości od 1 do 1,5 mm, ubarwione czerwonobrunatnie, silnie błyszczące, w zarysie owalne. Przedplecze delikatnie punktowane, o bocznym wałeczku ciągłym, rowku poprzecznym głębokim i położonym w połowie jego długości, a nasadzie po bokach wyraźnie obrzeżonej. Pokrywy silnie się zwężające ku wierzchołkowi, wypukłe, z wyraźną bruzdą grzbietową, delikatnie i dość gęsto punktowane, wzdłuż wyniesionego szwu nieco wgniecione. Przednie golenie o 6 lub 7 kolcach. Propigidium i pygidium punktowane gęsto i drobno.

## Biologia i ekologia
Zamieszkuje głównie butwiejące drewno drzew liściastych, szczególnie buków, a rzadziej dębów. Często towarzyszy gniazdom mrówek Lasius fuliginosus i Formica cunicularia. Odnaleziony także w gnieździe gołębia siniaka.

## Rozprzestrzenienie
W Europie wykazany został z Austrii, Belgii, Bośni i Hercegowiny, Bułgarii, Chorwacji, Czech, Danii, Estonii, europejskiej Turcji, Finlandii, Francji, Grecji, Hiszpanii, Holandii, byłej Jugosławii, Korsyki, Mołdawii, Niemiec, Norwegii, Polski, Rumunii, Rosji, Sardynii Słowacji, Słowenii, Szwecji, Sycylii, Ukrainy, Węgier, Wielkiej Brytanii i Włoch. Wszędzie rzadki.
W Polsce bardzo rzadki, znany z pojedynczych stanowisk.